# Tomas Krečman
Tomas Krečman (rođen 8. septembra 1962. u Desauu, Nemačka) je nemački glumac.
Krečman je rođen u gradu Desauu, u bivšoj Istočnoj Nemačkoj. Pre nego što je postao glumac, Krečman je trenirao plivanje. Sa devetnaest godina, posle jednomesečnog puta, prešao je u Zapadnu Nemačku, kako bi pobegao od tadašnjeg komunističkog režima. U nezgodi tokom leta iz Istoka, izgubio je deo prsta, ali ubrzo potom operativnim putem mu je uspešno prišiven. Krečmar je prešao četiri granice bez ičega sem pasoša i 100 dolara u džepu. Sa 25 godina, počinje da glumi u brojnim evropskim filmovima i televizijskim serijama.
1991. godine, Krečman je nagrađen Maks Opils nagradom (Max Ophüls Prize) za najboljeg mladog glumca u Der Mitwisser-u. Ostvario je veliku popularnost u svojoj zemlji. Svoj uspeh u Sjedinjenim Državama doživljava posle uloge u filmu “Pijanista”, režisera Romana Polanskog iz 2002. godine gde je igrao nacističkog kapetana Vilma Hozenfelda (Wilm Hosenfeld)
Nedavno je igrao u rimejku filma „King Kong” sa Adrijenom Brodijem, sa kojim je glumio i u “Pijanisti”. 
Krečman trenutno živi i radi u Los Anđelesu sa devojokm Lenom. Imaju troje dece. 

## Spoljašnje veze
- Tomas Krečman на веб-сајту  (језик: енглески)
- Thomas Kretschmann Online Архивирано на веб-сајту  (5. октобар 2011)
- Nezvanični sajt Thomasa Kretschmanna
- Meksički sajt posvećen Tomasu Krečmanu